# Козьяков Сергій Миколайович
Сергі́й Микола́йович Козьяко́в (11 липня 1919, Чугуїв — 28 лютого 2001, Київ) — український науковець, фахівець у галузі лісівництва.

## Біографія
Сергій Козьяков народився 1919 року в місті Чугуїв. Брав участь у Другій світовій війні, отримав бойові нагороди.
У 1946 році навчався у Харківському гірничо-індустріальному інституті. З 1948 року працював у Башкирському сільськогосподарському інституту в місті Уфа. Паралельно там навчався і закінчив інститут у 1955 році. У 1963—1965 роках працював доцентом кафедри лісової таксації в Уральському лісотехнічному інституті (м. Свердловськ, нині Єкатеринбург, РФ). З 1965 року працював у Національному аграрному університеті у Києві). У 1986–93 роках — завідувач, а у 1993—2001 роках — професор кафедри геодезії та лісовпорядкування.
У 1984 році здобув ступінь доктора сільськогосподарських наук, а у 1985 році — звання професора. У 1990 році отримав Державну премію УРСР у галузі науки i техніки.

## Основні праці
- Підсочка берези в лісах України. К., 1972;
- Гриби їстівні, умовно їстівні, неїстівні, отруйні. К., 1979;
- Технология заготовки и переработки недревесных ресурсов леса. Москва, 1987;
- Все о съедобных грибах. К., 1987;
- Лекарственные ягодные растения. К., 1991;
- Гриби лісів України. К., 1994.